# Prowincja hercegowińska Wniebowzięcia Najświętszej Maryi Panny Zakonu Braci Mniejszych
Prowincja hercegowińska Wniebowzięcia NMP (chorw. Hercegovačka franjevačka provincija Uznesenja) − jedna z prowincji Zakonu Braci Mniejszych z siedzibą prowincjała w Mostarze w Hercegowinie.

## Historia
Franciszkanie zostali sprowadzeni do Bośni w 1291, aby wspomóc działania przeciwko bogomiłom i patarenom. Pierwszy wikariat franciszkański w Bośni powstał na przełomie lat 1339 i 1340. Gdy w XIV w. biskup bośniacki z Sarajewa (Vrhbosna) został zmuszony do przeniesienia się do slawońskiego Đakova, zaś biskup z Trebinje do Dubrownika, franciszkanie stali się odpowiedzialni za posługę duszpasterską na tych terenach.

### Pod dominacją turecką
Imperium osmańskie przejęło kontrolę nad Bośnią w 1463, zaś nad Hercegowiną w 1482. Sułtan Mehmed II Zdobywca zagwarantował franciszkanom swobodę kultu w Bośni w 1463. Firman gwarancyjny (ahdnama) odebrał w obozie w Milodražu brat Anđeo Zvizdović z klasztoru w Fojnicy. W zachowanym dokumencie (Ahdnama lub Ahd-Namah) odnotowane zostało:

Ja, Sułtan, Chan Zdobywca oświadczam całemu światu, że na mocy tego mojego firmanu, franciszkanie bośniaccy znajdują się pod moją opieką. Nakazuję, co następuje:
Niech nikt nie waży się podnosić na nich ręki i w żaden sposób szkodzić ich kościołom! Niech żyją w pokoju w moim państwie. Ci spośród nich, którym przyszło pozostawać poza domem, mają znaleźć bezpieczeństwo i odzyskać wolność. Mogą swobodnie powrócić do swych siedzib, które znajdują się w granicach mojego państwa. Niech nikt spośród naszych dostojników, wezyrów, urzędników czy służby nie waży się w żaden sposób poczynić im jakiekolwiek uchybienie na honorze czy szkodę! Niech nikt nie uwłacza im i nie nagabuje, albo w jakikolwiek sposób zagraża ich życiu, własności czy kościołom. Takie samo prawo dotyczy rzeczy będących w posiadaniu przez tych spośród nich, którzy przybyli z innych krajów. Wydając ten firman, przysięgam na mój miecz, przed świętym imieniem Allaha, który stworzył niebo i ziemię, przed prorokiem Mahometem i siedmioma prorokami, że nikt z moich podwładnych nie wystąpi przeciw postanowieniom tego dokumentu.

Oryginał firmanu jest najstarszym zachowanym dokumentem gwarantującym wolność religijną, niezależność i tolerancję wyznawcom innej religii. Z okazji 700-lecia wydania tego dokumentu tureckie ministerstwo kultury upubliczniło jego treść. Firman przechowywany jest w klasztorze franciszkanów w Fojnicy. W 1971 Organizacja Narodów Zjednoczonych wydała tłumaczenie firmanu na wszystkie swoje oficjalne języki.

### Powstanie prowincji

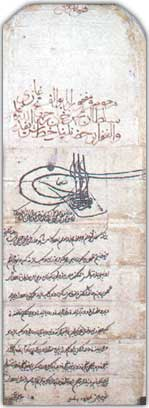
Ahdnama Mehmeda II z 1463

Brak oparcia w miejscowych ordynariuszach spowodował spadek liczby kleru diecezjalnego. W połowie XIX wieku ich liczba była szczątkowa. By sprostać potrzebom bośniackiego kościoła, Stolica Apostolska ustanowiła w 1735 wikariat, na którego czele stanął miejscowy franciszkanin. W 1757 franciszkanie z bośniackiej prowincji Krzyża Świętego zostali zmuszeni do przeprowadzenia reformy administracyjnej, by sprostać przepisom prawa tureckiego. W 1846 bracia z klasztoru w Kresevie zerwali łączność z prowincją macierzystą, by założyć nowy klasztor w Širokim Brijegu. W 1852 ustanowiono nową kustodię w Hercegowinie, którą w 1892 papież Leon XIII wyniósł do rangi prowincji.

### Przywrócenie hierarchii i konflikt z diecezjami
Po zniesieniu prawa tureckiego w 1878, gdy Hercegowina znajdowała się pod okupacją austro-węgierską, Leon XIII poczynił starania, by przywrócić administrację diecezjalną i mianować nowych biskupów. Zamierzenia te zrealizowano w 1881.
Biskupi zaczęli stopniowo odbierać parafie franciszkanom, ustanawiając w nich proboszczów z kleru diecezjalnego. Franciszkanie sprzeciwiali się tym zmianom. W latach 40. XX wieku w rękach dwóch bośniackich prowincji franciszkańskich pozostawało odpowiednio 63 i 79 parafii jurysdykcyjnie należących do ustanowionych diecezji w Sarajewie i Mostarze. Franciszkanie opierali się przez następne dekady, mimo papieskiego poparcia udzielonego ordynariuszom. W latach 70. XX wieku powstało stowarzyszenie Mir i Dobro, którego członkowie jawnie wyrażali swoją niechęć w stosunku do roszczeń kleru diecezjalnego.
W 1975, za pontyfikatu Pawła VI, Kongregacja Rozkrzewiania Wiary wydała dekret Romanis Pontificibus, nakazujący franciszkanom oddanie 52 parafii w diecezji mostarsko-duvnijskiej. Papież zostawiał w ręku braci mniejszych 30 placówek duszpasterskich. Franciszkanie w latach 80. wciąż obsadzali 40 parafii. W parafiach tych pracowało 80 zakonników. Stolica Apostolska odebrała zakonnikom prawo wyboru prowincjała i zabroniła przyjmowania nowych kandydatów do zakonu.
W latach 90. XX wieku jeszcze siedem parafii, które miały zostać przejęte przez księży diecezjalnych, wciąż pozostawało w rękach franciszkanów. Do Watykanu wezwano ministra generalnego Zakonu Braci Mniejszych, by rozpatrzyć sprawę podporządkowania się zakonników decyzjom dekretu Romanis Pontificibus. Podczas wizytacji generała większość zakonników wyraziła gotowość opuszczenia parafii i oddania ich w ręce kleru diecezjalnego. Generał przygotował odpowiednie rozporządzenia na piśmie. Kiedy jednak nowo mianowani księża przybyli do parafii, ludność nie chciała wpuścić ich do świątyń. Nowi duszpasterze spotkali się z wrogością, a nawet przemocą ze strony okupujących. Kilku opornych zakonników wydalono z zakonu za jawne złamanie ślubu posłuszeństwa. Kontynuowali oni jednak pełnienie funkcji kapłańskich.
W 1999 generał Giacomo Bini poinformował Watykan, iż przeprowadził odpowiednie czynności i wdrożone zostały postanowienia dekretu Romanis Pontificibus. W 2001 w Prowincji Wniebowzięcia NMP miała miejsce kapituła prowincjalna i wybór nowych przełożonych. W 2002 biskup mostarsko-duvnijski Ratko Perić zaprzeczył, jakoby zarządzenia dekretu zostały całkowicie wprowadzone w życie.

## Klasztory prowincji

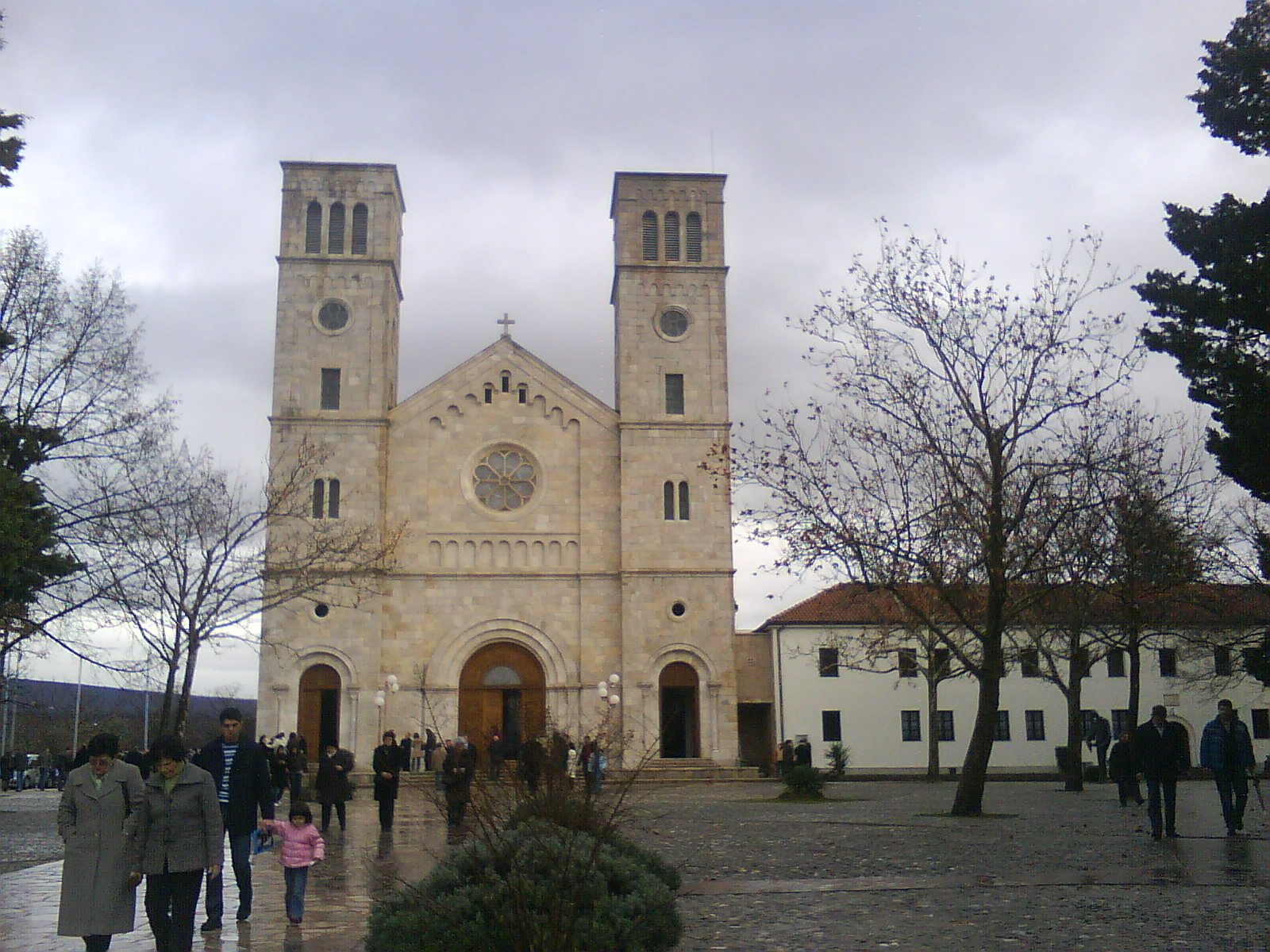
Klasztor i kościół Wniebowzięcia NMP w Širokim Brijegu

Prowincja Wniebowzięcia NMP posiada swoje domy zakonne w następujących miejscowościach:

- Badija
- Humac
- Konjic
- Mostar
- Slano
- Široki Brijeg
- Tomislavgrad
- Zagrzeb
- Čerin
- Čitluk
- Drinovaci
- Posušje
- Bukovica
- Goranci
- Gorica
- Gradnići
- Izbično
- Klobuk
- Kočerin
- Kongora
- Ljuti Dolac
- Medziugorie
- Plaški
- Polja
- Posuški Gradac
- Rakitno
- Rasno
- Raško Polje
- Ružići
- Seonica
- Šuica
- Tihaljina
- Tounj
- Veljaci
- Vitina